# Automobile Competition Committee for the United States
Das Automobile Competition Committee for the United States (Abk.: ACCUS) ist der Dachverband für den Automobilsport in den Vereinigten Staaten von Amerika. Die ACCUS hat die nationale Sporthoheit in den Vereinigten Staaten.
Die ACCUS vertritt die nationalen Interessen in den Weltverbänden FIA und hat dort den Status eines ASN (franz.: Autorité Sportive Nationale, Träger der nationalen Sporthoheit). Entsprechend ist die ACCUS für die Umsetzung und Überwachung der internationalen Vorschriften und Vergabe von Lizenzen zuständig und ist berechtigt internationale FIA-Lizenzen für ihre nationalen Lizenznehmer auszustellen.

## Aufgaben
- Zusammenarbeit zwischen den Mitgliedsvereinen, anderer nationalen Sportbehörden und der FIA[3]
- Bereitstellen von Terminen für den internationalen Kalender
- Ausstellung von internationalen Motorsport-Lizenzen an US- und ausländische Bürger in den USA
- Ausstellung von Startgenehmigungen
- Ausstellung von historischen Fahrzeugpapieren und Wagenpässen
- Motorsport-Homologation von neuen Fahrzeugen und Ausrüstung
- Überwachung und Aufzeichnung von nationalen und internationalen Rekorden

Das National Motorsports Council (NMC) innerhalb der ACCUS ist eine Arbeitsgruppe, bei der die Mitgliedsvereine, die Rennstreckenbetreibern und die Industrie zur Förderung des Motorsports zusammenarbeiten.

## Mitgliedsverbände
- International Motor Sports Association (IMSA)
- United States Auto Club (USAC)
- National Association for Stock Car Auto Racing (NASCAR)
- National Hot Rod Association (NHRA)
- Sports Car Club of America, Inc. (SCCA)
- IndyCar
- World Karting Association (WKA) (Angeschlossenes Mitglied)